# Raetia

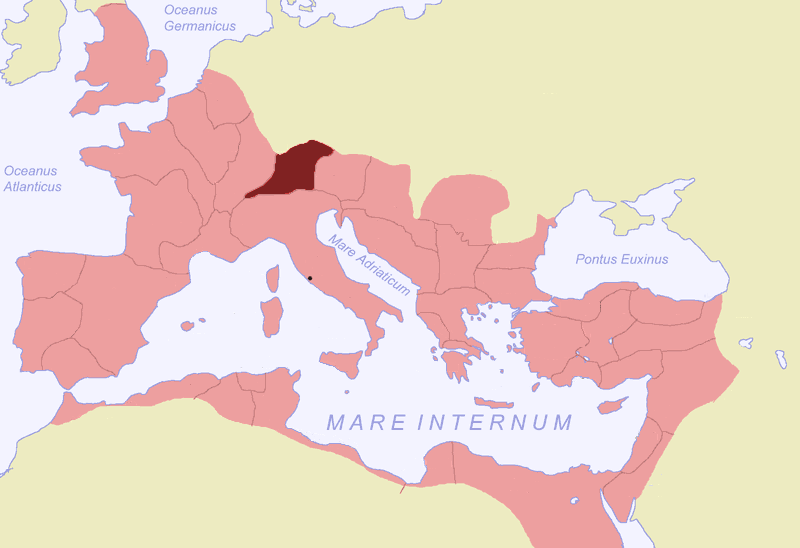
Lage der Provinz

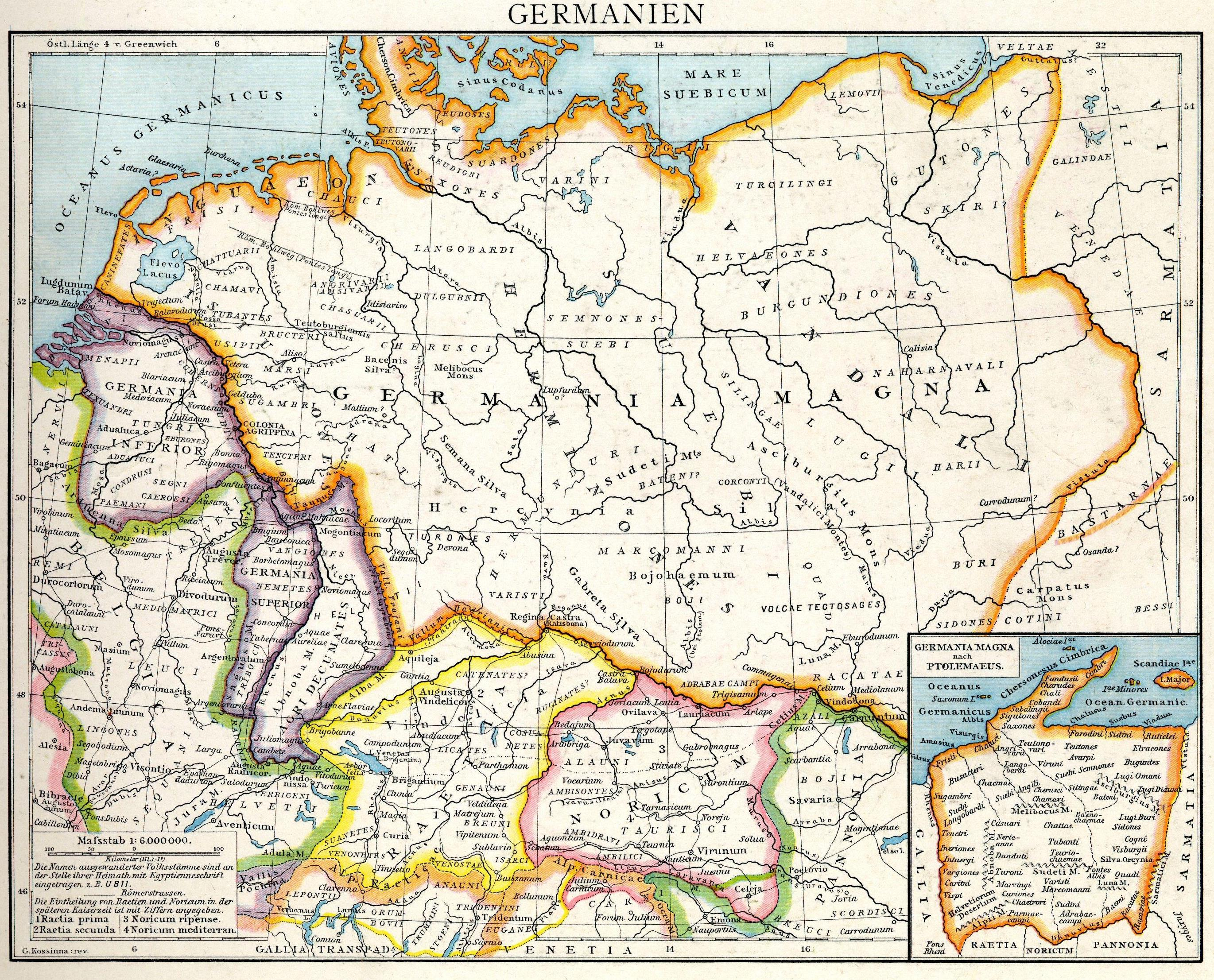
Raetia (gelb) auf einer Historischen Karte. Droysens Historischer Handatlas, 1886

Raetia (auch Rätien oder Rhätia) war eine römische Provinz, benannt nach den Rätern. Sie umfasste das nördliche Alpenvorland zwischen südöstlichem Schwarzwald, Donau und Inn und reichte im Süden von den Tessiner Alpen („Lepontinische Alpen“) über Graubünden und einen Teil Nordtirols zu einem oberen Teil des Eisacktals. Zeitweise reichte sie bis etwa Schwäbisch Gmünd zum rätischen Limes nordwestlich über die obere Donau hinaus. Die römische Provinz wurde Jahrzehnte nach der militärischen Eroberung im ersten Jahrhundert n. Chr. eingerichtet und im vierten in die Raetia prima im Süden (Churrätien) und die Raetia secunda im Norden (Vindelicien) unterteilt. Deren Hauptstädte waren zunächst mit hoher Wahrscheinlichkeit Cambodunum (Kempten (Allgäu)), später Curia Raetorum (Chur) und Augusta Vindelicum (Augsburg).
Ihr Gebiet überdeckte sich nur zum Teil mit dem ursprünglichen Siedlungsgebiet der Räter. Seit dem 3. Jahrhundert bildete sich in ihrem nordwestlichen Bereich der germanische Stamm der Alamannen. Im früheren 6. Jahrhundert unterstand sie den Ostgoten; in der Folge entstand unter weiterem Eindringen der Alamannen in ihrem östlichen Bereich der Stamm der Bajuwaren.

## Geografie
Die Nordgrenze der Provinz war gleichzeitig die Grenze des römischen Reichs zum nicht eroberten Teil Germaniens, der Germania magna genannt wurde. Im Westen grenzte Raetia zunächst an die Reichsprovinz Gallia Belgica, seit deren Teilung unter Domitian (81–96) an Germania superior, im 4. Jahrhundert stattdessen Sequana bzw. Maxima Sequanorum. Weiter südwestlich grenzte Vallis Poenina bzw. die Alpes Graiae an. Noricum war die östliche Nachbarprovinz. Im Süden lag gleich das Kernland Italien, das erst ab 300 n. Chr. (Diokletian) in die Provinzteilung einbezogen wurde (Gallia transpadana, Venetia et Histria).
Die Grenzen verliefen so:

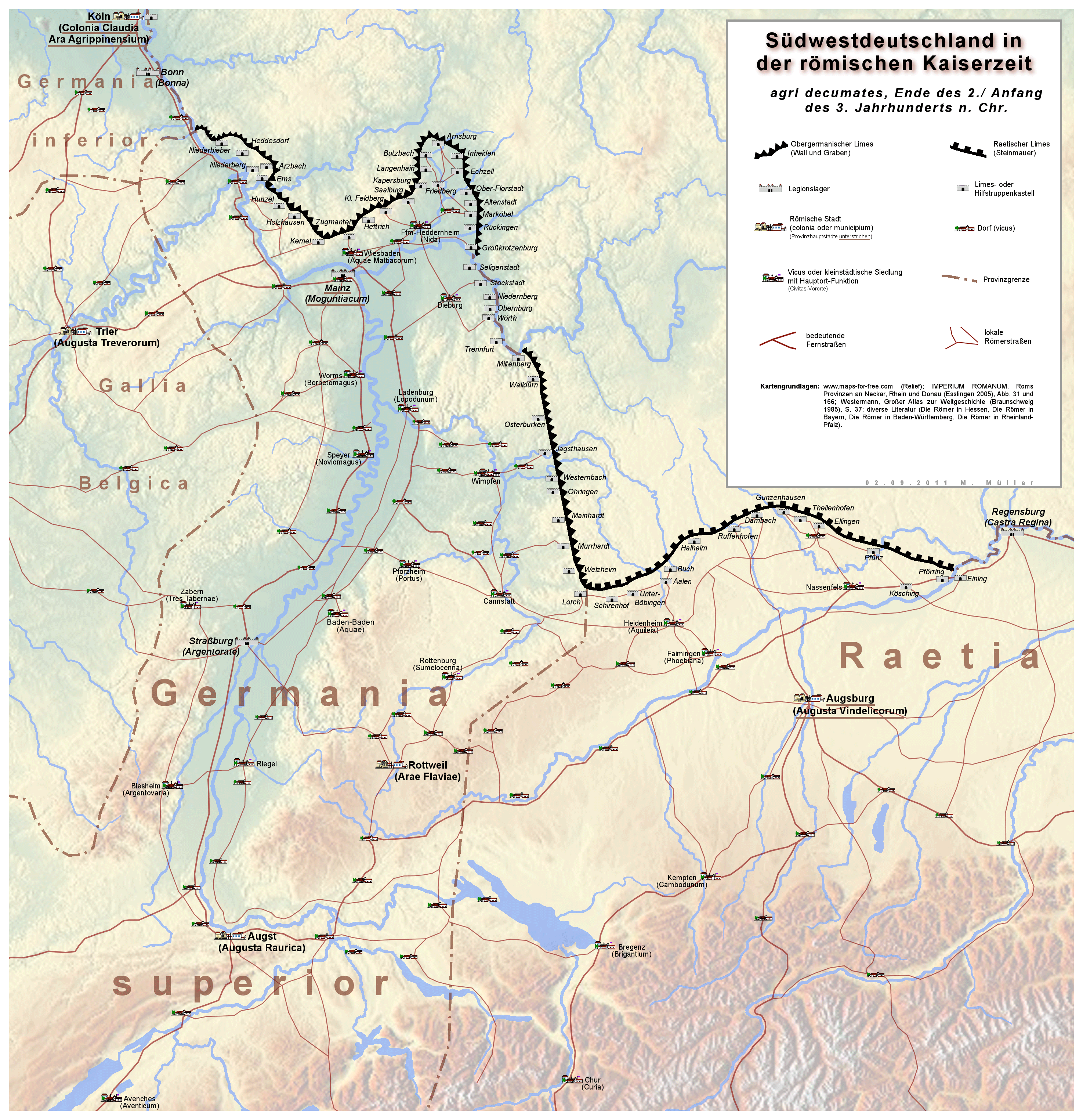
Karte des obergermanisch-raetischen Limes mit Hinterland.

- Die Nordgrenze und Verteidigungslinie bildete zwischen Castra Batava (Passau) und dem Kastell Eining bei Kelheim der Danuvius (Donau).
- Westlich davon wurde sie bis etwa 95 n. Chr. durch die obere Donau und danach von dem 166 km langen rätischen Limes markiert, der sich vom Kastell Celeusum (Markt Pförring) in nordwestlicher Richtung nach Gunzenhausen (Altmühl), von dort weiter in südwestlicher Richtung nach Lorch (bei Schwäbisch Gmünd) zog, wo Raetia an Germania superior grenzte und der Limes sich als obergermanischer nach Norden fortsetzte (→ ORL: Streckenverlauf). Im 3. Jahrhundert wurde er aufgegeben, fortan bildeten (von West nach Ost) der Hochrhein, der Bodensee, die Iller und ab der Illermündung die Donau die nördliche Grenze der Provinz zur Germania magna. Vom östlichen Bodensee zur Iller und von dort nach Norden entlang der Iller bis zur Donau wurde die neue befestigte Grenzlinie des Donau-Iller-Rhein-Limes geschaffen.
- Die Westgrenze verlief südwärts vom Ausfluss des Untersees des Bodensees über Ad Fines (Pfyn) ins Gebiet zwischen Zürichsee und Walensee zum Oberalppass, wobei das Tal der Linth (Glarus) sicher und dasjenige der Reuss (Uri) inklusive Ursern sowie das Haslital wahrscheinlich zu Rätien gehörten.[2] und über den Furkapass (vielleicht) zum Fletschhorn.
- Von dort zog sich die Südgrenze über den Splügen- und den Malojapass durchs Vinschgau bis Brixen (Zusammenfluss von Rienz und Eisack).
- Die Grenze zu Noricum verlief nordwärts durchs Zillertal und dann den Inn (Aenus, Oenus) entlang zur Donau.
- Der Verlauf der südlichen Grenze Rätiens im heutigen Tessin und südlichen Graubünden ist in der Forschung umstritten. Die eine Seite legt den Grenzverlauf auf den Alpenhauptkamm, weil die spätere Ausdehnung der Bistümer Mailand, Como und Novara die Zugehörigkeit des ganzen heutigen Kantons Tessin und des Misox sowie des Bergell und des Veltlins zu drei Stadtgemeinden bereits in römischer Zeit wahrscheinlich mache. Die andere Seite rechnet das Gebiet der Lepontier zu Rätien und legt die Grenze südlich einer Linie zwischen Domodossola–Locarno und Bellinzona.[3] Das Bergell und das Veltlin inklusive Valposchiavo und Bormio werden im Allgemeinen jedoch eher zu Italien gerechnet. Keine Seite konnte jedoch bis heute entscheidende Argumente oder archäologische Belege beibringen.[4]

## Römische Herrschaft

### Ursprüngliche Bewohner
Die Namen der Provinz, ihrer späteren Teilprovinzen, ihrer Verwaltungssitze (Raetia, Vindelicia, Augusta Vindelicorum etc.) beziehen sich auf die Volksgruppen der Räter und der Vindeliker, die römischen Quellen zufolge den größten Teil der Provinz bewohnten oder bis zu ihrer Eroberung durch Rom bewohnt hatten; deren wiederholte Angriffe auf Nachbargebiete sollen auch Anlass für den entscheidenden Feldzug von 15 v. Chr. gewesen sein. Auf seinem Zug über die Alpenpässe traf Drusus auf viele Stämme, die in der Inschrift auf dem Tropaeum Alpium vermerkt wurden.
In den Alpen nördlich der Linie Como–Verona sollen die Räter gesiedelt haben. Verschiedene Autoren seit der Antike hielten sie für mit den Etruskern verwandt. Neuere linguistische Analysen rätischer und etruskischer Inschriften stützen diese Vermutung; jedenfalls wird das Volk heute als nicht keltisch und nicht indogermanisch angesehen. Römische Autoren beschrieben die Räter als „kriegerisch“, zu Raubzügen gegen Nachbarvölker neigend – was anderen als übertreibender Vorwand für römische Feldzüge in die Alpen erschien. Eventuell als rätisch einzuordnen sind dabei die auf dem Tropaeum Alpium genannten Vennoneten, Venosten, Isarken, Breonen und Genaunen.
Ein Großteil der besiegten Stämme Raetias wird im Allgemeinen als keltisch angesehen. Die Vindeliker, denen vermutlich mehrere auf dem Tropaeum Alpium aufgezählte Stämme zuzuordnen sind, siedelten zumindest im heutigen Vorarlberg und Allgäu und von dort vielleicht bis hin zu Inn und Donau. Unter dem Abschnitt Geographie stellt der Artikel über die Vindeliker die Schwierigkeiten dar, aus den Quellen auf die Zusammenhänge bzw. Unterschiede zwischen den aufgeführten Bevölkerungsteilen zu schließen.
Daneben mag es auch noch nicht-rätische und nicht-keltische Bewohner gegeben haben, zu denen möglicherweise die Fokunaten gehörten.

### Römischer Vorstoß zur Donau seit 25 v. Chr.
Seit 25 v. Chr. wurde die Nordgrenze der früheren Provinz Gallia cisalpina Norditaliens in das rätische Siedlungsgebiet verschoben, etwa ins Veltlin (Addatal) und im Etschtal bis über das heutige Bozen hinaus. Der römische Feldherr Drusus (Stiefsohn des Augustus) zog 15 v. Chr. mit einem Heer über den Brennerpass sowie flankierend über den Reschenpass in das Gebiet nördlich der Alpen. Zuvor hatte er oberhalb Trients heftigen Widerstand der Isarken (Eisacktal) zu brechen. Im gleichen Jahr eroberte sein Bruder Tiberius, der spätere Kaiser, das Gebiet weiter westlich und erreichte über das Rheintal den Bodensee, wo sich das Gebiet der Vindeliker befand. Laut Strabon benutzte er eine Insel auf dem See als Basis für den Kampf gegen die Vindeliker.
Gaius Iulius Caesar hatte bis 51 v. Chr. den Rhein als Grenze des römischen Imperiums etabliert. Zwischen 35 und 28 v. Chr. erweiterten Octavian und Marcus Licinius Crassus das römische Herrschaftsgebiet auf dem Balkan an der unteren Donau. Im folgenden Jahr 27 wurde Octavian zum Augustus. Er fasste den Plan, die Lücke zwischen dem Rhein und der unteren Donau zu schließen und Italien bereits an Rhein und Donau gegen germanische Einfälle zu verteidigen. Der Feldzug von 15 v. Chr. unterwarf auch das keltische Königreich Noricum östlich Raetias; Drusus und Tiberius eroberten 12 und 9 v. Chr. zuletzt das dem Noricum benachbarte Pannonien. So waren die Römer insgesamt an die Donau gelangt. Dieser größere Zusammenhang blieb über die nächsten Jahrhunderte bestimmend (vgl. Markomannen und Augusteische Alpenfeldzüge).

### Errichtung und Ausdehnung der Provinz (1./2. Jahrhundert)

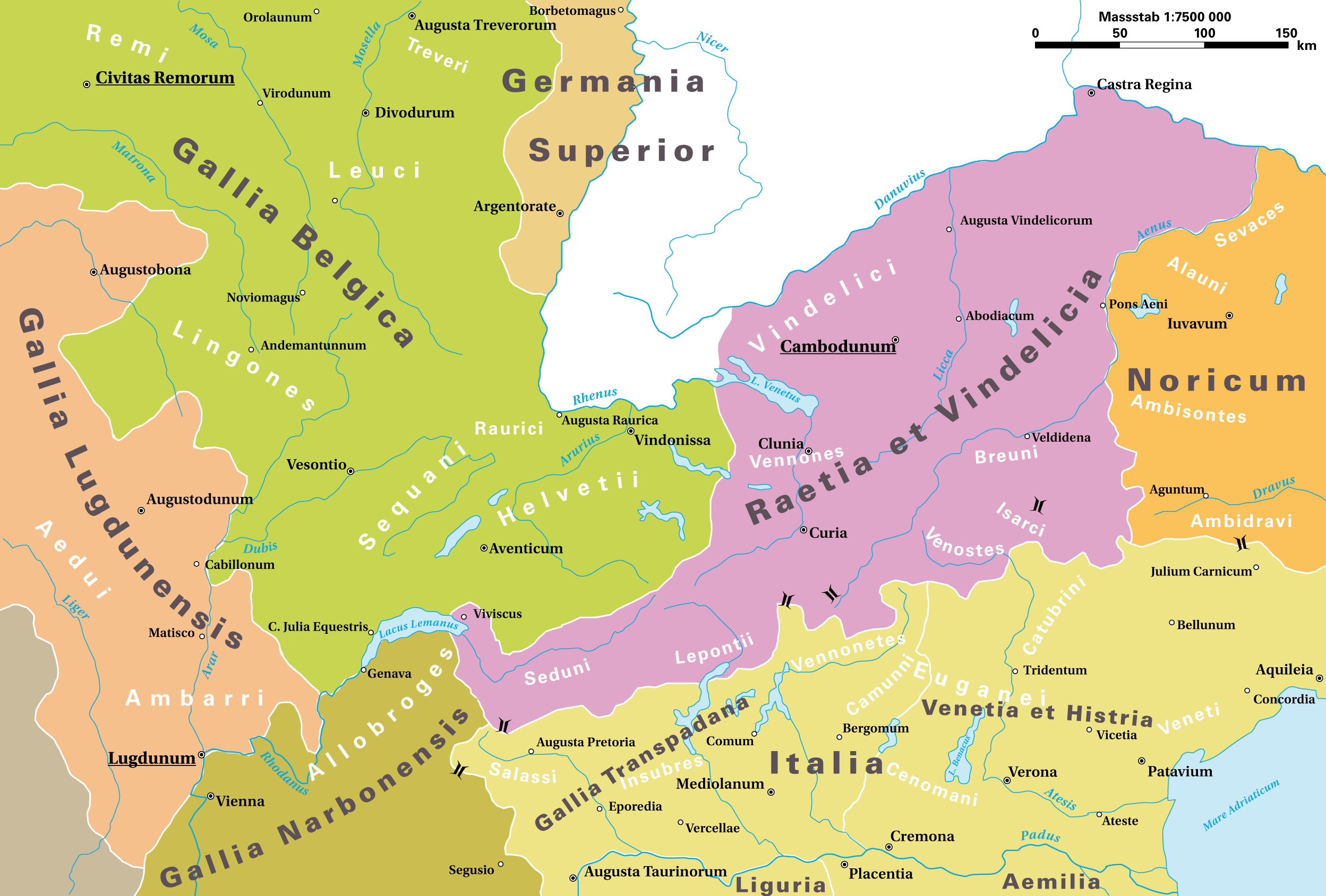
Die römischen Provinzen im Alpenraum nach dem Tod des Augustus 14 n. Chr.

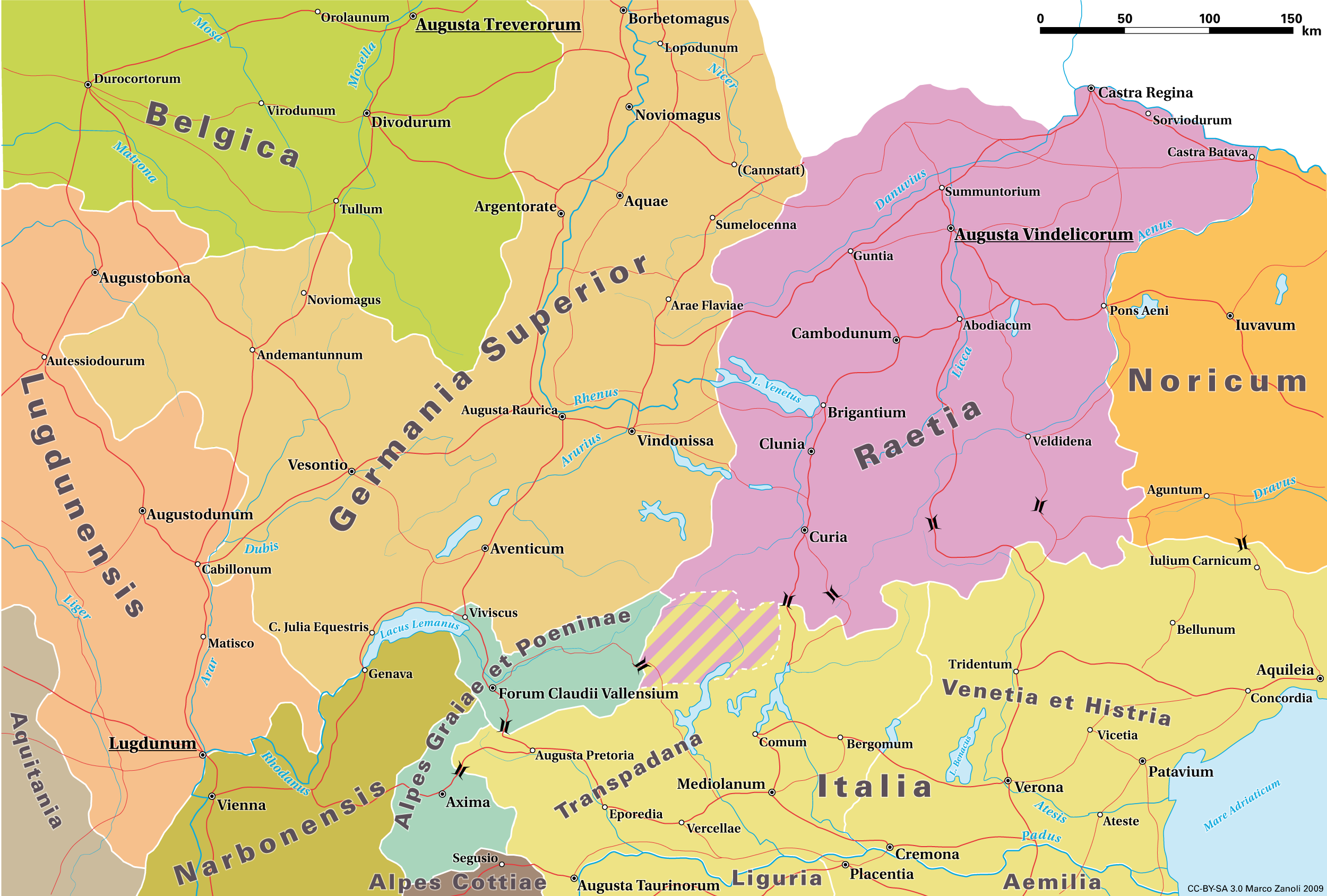
Die römischen Provinzen im Alpenraum und das römische Straßennetz ca. 150 n. Chr., eigentlich erst nach ca. 160

Unter den Kaisern Tiberius (14–37 n. Chr.) oder Claudius (41–54 n. Chr.) wurden die Gebiete des heutigen Graubünden, Vorarlberg, Südbayern und Oberschwaben zwischen dem westlichen Bodensee, der Donau und dem Inn sowie des nördlichen Tirols zur Provinz (zuerst Militärbezirk) Raetia et Vindelicia zusammengefasst – bald nur noch Raetia genannt. Unter Kaiser Claudius wurde zur Absicherung der Donaulinie eine vom Donauursprung bis kurz vor Regensburg führende, die Donau nahe ihrem Südufer begleitende, mit Kastellen bewehrte Militärstraße gebaut. Diese Straße wird heute unter Historikern Donausüdstraße genannt. Sie war durch die Via Claudia Augusta direkt mit Augsburg und Oberitalien verbunden. Das zunächst ebenfalls Raetien zugehörige Wallis wurde um 43 n. Chr. abgetrennt und als Vallis Poenina (oder Alpes Poeninae) eigenständige Provinz oder mit Alpes Graiae zusammengelegt.
In den weiteren Jahren wuchs Raetia nordwestlich über die Donau hinaus. Seit Domitian (81–96) wurde die Errichtung des rätischen Limes in Angriff genommen, einer baulichen Kennzeichnung und Sicherung der Grenze des von Rom beanspruchten Gebiets, die sich nicht an Gewässern oder vergleichbaren geografischen Merkmalen orientierte. Um 90 n. Chr. wurde der nördlichste Punkt Gunzenhausen erreicht. Als Bauwerk wurde der Limes unter Antoninus Pius (138–161) vollendet (→ ORL: Baugeschichte).
Damit griff „Raetia“ nicht nur um das Gebiet der Vindeliker und weiter nach Norden über das vermutliche Siedlungsgebiet der Räter hinaus, vielmehr wurde noch deren Siedlungsgebiet südlich des Inntals dem Kerngebiet Italiens zugeschlagen (frühere Gallia cisalpina, römisches Bürgerrecht). So gehörte das Veltlin zur späteren Provinz Gallia transpadana und die heutige Region Trentino-Südtirol zu Venetia et Histria. Diese waren die bereits vor der nordwärtigen Durchschreitung der Alpen 15 v. Chr. erworbenen Gebiete gewesen. Die Provinz Raetien umfasste in ihrer mittleren Ausdehnung etwa 80.000 Quadratkilometer.
Wohl unter Kaiser Trajan (98–117 n. Chr.) wurde Augusta Vindelicum (auch Augusta Vindelicorum; heute Augsburg) zur Hauptstadt Raetias erhoben. Mit hoher Wahrscheinlichkeit befand sich der Sitz des Statthalters zuvor in Cambodunum, das heutige Kempten. Die Provinz wurde von einem Statthalter (Procurator) aus dem Ritterstand verwaltet. In der Regierungszeit des Kaisers Mark Aurel, spätestens kurz vor 180, wurde in Raetia eine Legion (Legio III Italica) stationiert. Der Statthalter (legatus Augusti pro praetore) war damit in den folgenden Jahrzehnten ein Senator praetorischen Ranges.
Raetien war aber dennoch kein wirtschaftlich blühendes Gebiet, sondern stets eher eine Militärprovinz und geostrategisch das wichtige Vorfeld von Italien. Beim Umgang mit der eroberten Bevölkerung stand nicht Knechtschaft im Vordergrund, sondern die Rekrutierung und die Gewinnung für die eigene Welt. Jeder Hilfstruppensoldat bekam beispielsweise nach 25 Jahren Dienst das römische Bürgerrecht. Die Römer duldeten auch bereits Zuwanderung von Germanen aus dem heutigen Böhmen oder von Kelten aus dem Westen um das Gebiet zu stärker zu bevölkern.

### Rückzug, Alamannen (3. Jahrhundert)

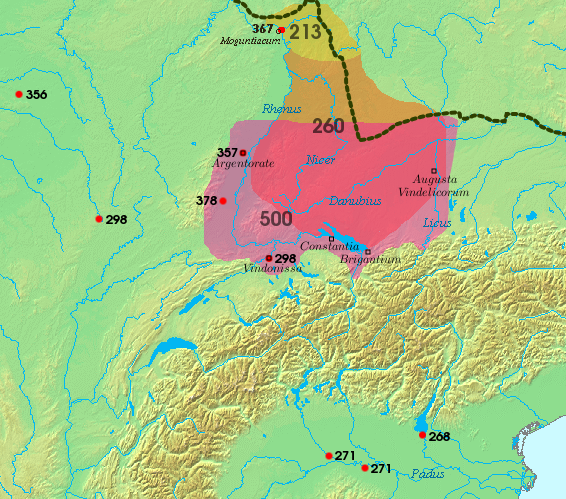
Wanderung und Ausbreitung der Alamannen 200–500 n. Chr. Die roten Punkte bezeichnen alamannische Schlachten bzw. Einfälle

Unter Septimius Severus entstand Anfang des 3. Jahrhunderts mit der Via Raetia eine zweite Römerstraße über den Alpenhauptkamm nach Raetia. Im Verlauf der Reichskrise des 3. Jahrhunderts wurde die über die Donau vorgeschobene Reichsgrenze nach und nach wieder aufgegeben. Einzelheiten werden aus Schriftquellen nicht völlig klar, eine größere Rolle für die Rekonstruktion der damaligen Vorgänge spielen neuere archäologische Befunde (→ Limesfall). Längere Zeit war der römische Rückzug auf einen germanischen Ansturm um 260 bezogen worden; tatsächlich kam es bereits seit 230 immer wieder zu tief ins Reichsgebiet greifenden germanischen, namentlich alamannischen Plünderungen und Zerstörungen. Die in Raetia stationierten Truppen wurden zunehmend ausgedünnt. Dem Einsatz römischer Kräfte gegen die Goten und Sassaniden an den östlichen Reichsgrenzen wurde oberste Priorität eingeräumt. Diesem Umstand versuchte man unter anderem mit Festungsbaumaßnahmen zu begegnen. In einigen Kastellen wie zum Beispiel Pfünz wurden die Doppeltore halbseitig zugemauert, andere wurden in ihrer Fläche reduziert. Schon seit Severus Alexander war zeitweise eine Trennung von militärischer und ziviler Gewalt zu beobachten. Dies waren notwendige Maßnahmen, da der rätische Limes zunehmend durchlässig geworden war. Zahlreiche rätische Städte, auch die, die bislang weit im Inneren Rätiens lagen, und auch die meisten kleineren Siedlungen mussten befestigt und zusätzlich dazu neue Kleinkastelle errichtet werden (zum Beispiel Schaan, Zirl, Castelfeder, Seebruck und Zenoberg/Meran). Die nur sehr schwachen Besatzungen dieser Kastelle dienten aber wohl nur zur Sicherung der Straßen. Nach 253 dürfte die Provinzarmee personell auf einen historischen Tiefststand herabgesunken sein. Ihr kümmerlicher Rest wurde um 260 auf dem Augsburger Siegesaltar als milites provinciarum, unterstützt durch populares (eine Art Volksaufgebot), bezeichnet.
Die Alamannen drangen dennoch bald bis zum Bodensee vor (Zerstörung von Brigantium/Bregenz um 260), den Römern gelang es um 294, die Grenze hinter Oberrhein, Bodensee und der Iller durch Errichtung neuartiger Befestigungsanlagen jedoch wieder zu stabilisieren. Um 320–330 verstärkte man unter anderem die Stadtmauer von Augsburg mit rechteckigen, aus der Mauerflucht vorkragenden Wehrtürmen. Die letzte bekannte römische Inschrift (heute in der Kirche Hausen ob Lontal eingemauert) von nördlich der Donau (im Bereich des Dekumatlandes) stammt aus der Zeit der Herrschaft des Gallienus um 254. Zwischen 260 und 280 wurde das Dekumatenland von der Reichsverwaltung aufgegeben, zahlreiche Kastelle mussten daraufhin von ihren Besatzungen geräumt werden (Limesfall). Dennoch lag diese Region weiterhin im Operationsgebiet der römischen Armee. Zu einer Rückeroberung und dauerhaften Besetzung kam es jedoch nicht mehr. Die rätische Reichsgrenze wurde zwar niemals de jure, aber de facto bis zur Donau und westlich der Iller bis zum Bodensee und Hochrhein zurückgenommen.
Diese neuen – in ihrem Grundriss nicht normierten – Kastelle an dieser Grenze hatten meist nur eine Innenfläche von 0,15 bis 0,30 oder 0,1 bis 1,0 Hektar, mächtige, in Gußmauertechnik errichtete Wehrmauern, halbrunde oder rechteckige vorkragende Türme, schwer befestigte Tore und standen auf Plateaus, Geländerücken oder Spornlagen. Bemannt waren sie mit 120 bis 300 Mann. Auch das Restkastell von Eining/Abusina dürfte im späten 3. Jahrhundert erbaut worden sein. Sogar in der Zivilsiedlung Sontheim an der Brenz wurden Therme, Getreidespeicher und Wasserreservoir mit einer Mauer umgeben. Bemerkenswert hierbei ist auch die Errichtung einer repräsentativen Empfangshalle (Aula) im Kastell Kellmünz (Caelius Mons) um das Jahr 310. Dieser Bau wird wohl mit der zeitweiligen Anwesenheit hochrangiger Würdenträger (darunter sicher auch der Dux des raetischen Grenzheeres) im Zusammenhang gestanden haben und dem Empfang alamannischer Gesandtschaften (Legationes) und ihrer Weiterleitung an den kaiserlichen Hof in Mailand gedient haben. Unter der Herrschaft Konstantins I. und seiner Söhne herrschte in Rätien bis Mitte des 4. Jahrhunderts wieder relative Ruhe. Die dort neu stationierten Garnisonen (so etwa Guntia/Günzburg oder Konstanz) blieben bis ins 5. Jahrhundert besetzt.
Im preisgegebenen Dekumatland zwischen Main, Rhein, Neckar und Iller bildete sich aus suebischen Einwanderern und der bisherigen kelto-romanischen Bevölkerung der germanische Stamm der Alamannen. Im Ostfrankenreich sollten die Alamannen das Herzogtum Schwaben bilden (10./11. Jahrhundert). Ihr Siedlungsgebiet ist bis heute als Verbreitungsgebiet der alemannischen Mundart erkennbar.

### Teilung der Provinz (4. Jahrhundert)

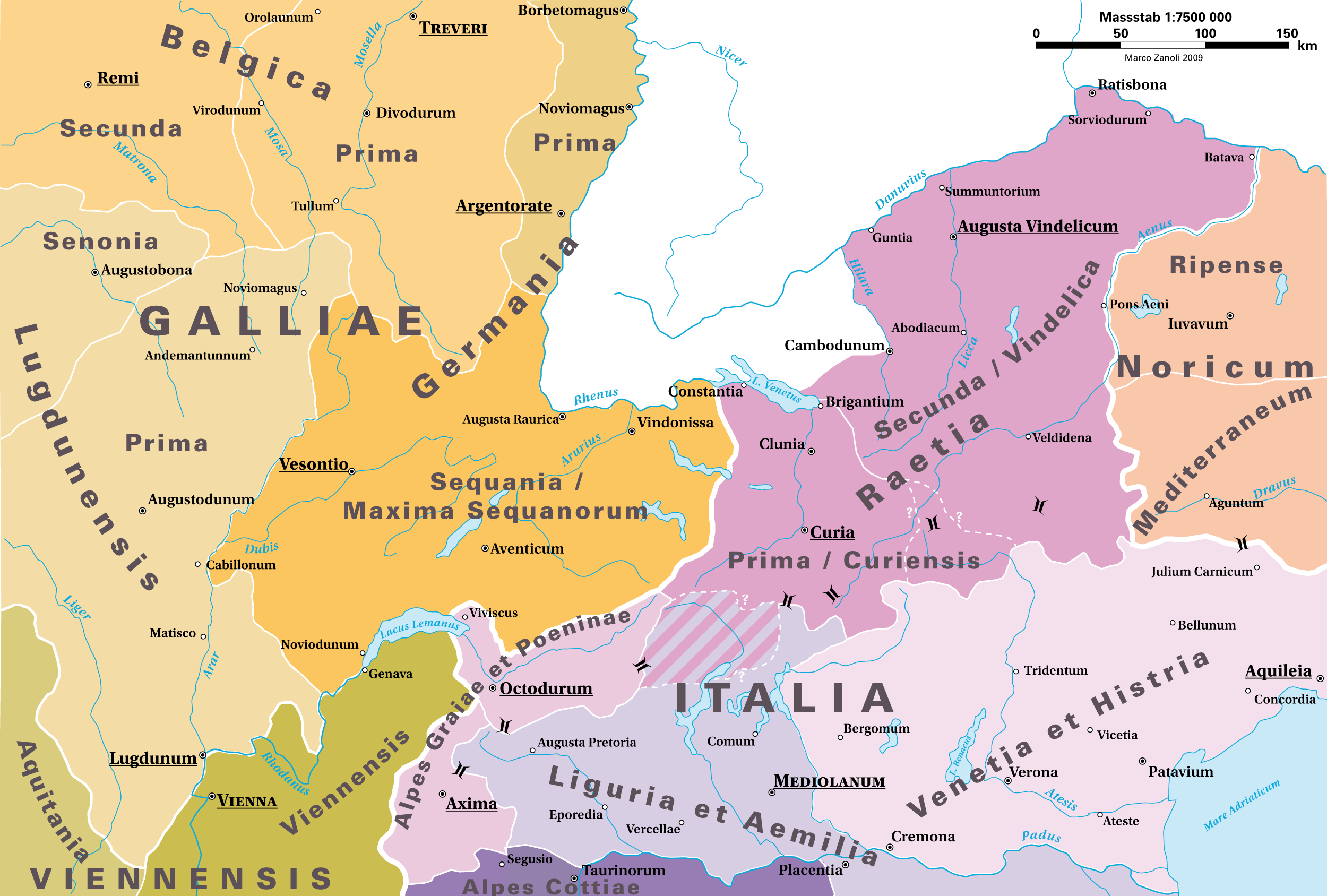
Die Römischen Provinzen und Diözesen im Alpenraum um 395 n. Chr.

Im Zuge der Diokletianischen Reichsreformen des frühen 4. Jahrhunderts wurde Raetia Teil der Diözese Italia und in die beiden Teilprovinzen Raetia prima (Curiensis) und Raetia secunda (Vindelica) aufgeteilt. Diese wurden nun von einem Dux (Dux Raetiae primae et secundae) befehligt und von Statthaltern niederen Ranges, sogenannten Praesides, verwaltet. Der praeses der Raetia secunda residierte in Augusta Vindelicorum (Augsburg), derjenige von Raetia prima in späterer Zeit in Curia (Chur), wobei ungewiss ist, ob er nicht zunächst in Brigantium (Bregenz) oder Cambodunum (Kempten) seinen Sitz hatte. Von den lateinischen Bezeichnungen für Chur und Augsburg leiteten sich die späteren deutschen Bezeichnungen „Churrätien“ und „Vindelicien“ ab. Die effektive Teilung der Provinz Raetia dürfte nicht vor der Herrschaft Konstantins I. stattgefunden haben, da Raetia in dem zwischen 303 und 314 verfassten laterculus veronensis noch als eine Provinz aufscheint. Die erste Nennung von zwei separaten Provinzen erscheint erst bei Ammianus Marcellinus, vermutlich nach 354 (Amm. 15, 4, 1).
Die Teilungslinie und die Gebiete der Teilprovinzen gehen aus Quellen jedoch kaum hervor. Im 19. und frühen 20. Jahrhundert findet man (auch in historischen Karten) die Ansicht, Raetia secunda habe gerade das Alpenvorland zwischen Iller, Donau und Inn, Raetia prima Graubünden, die Nordalpen bis Kufstein und die österreichischen Zentralalpen bis zum Ziller umfasst.
Dieser Auffassung trat Richard Heuberger der Jüngere seit 1931 entgegen. Seither wird die Teilungslinie als ungefähr bei Isny beginnend, über den Arlberg und dann ungefähr entlang der heutigen Grenze zwischen der Schweiz und Tirol („Münstertal“–„Stilfser Joch“) verlaufend angegeben. Man hält sich an die Annahme, Raetia prima habe im Wesentlichen das ursprüngliche Siedlungsgebiet der Räter und Raetia secunda das der Vindeliker umfasst; diese Siedlungsgebiete sind jedoch ihrerseits nicht klar. Ausschlag gab wohl auch Heubergers These, dass die Teilungslinie mit der späteren Grenze zwischen den Bistümern Chur und Säben-Brixen zusammenfiel.
Dass das heutige Graubünden zur Raetia prima und das Alpenvorland östlich der Iller zur Raetia secunda gehörten, steht dabei offenbar außer Frage; die Unklarheit betrifft hauptsächlich die Zugehörigkeit des Vinschgaus, des Inntales zwischen Ramosch und Landeck, daneben auch das Gebiet zwischen Iller, Argen und Alpenrheinmündung.
357 bis 358 hatte die Raetia II unter massiven Angriffen von Juthungen und Sueben zu leiden. Die Juthungen begannen nun auch schwer befestigte Städte zu belagern. Um 360 brach die Besiedlung des Umlandes von Regensburg, Straubing und Künzing durch diese Einfälle ab. Die Überlebenden zogen sich in die Legionsfestung Castra Regina zurück, die nur noch teilweise von der stark reduzierten legio III italica genutzt wurde. Auch die Versorgung der Grenztruppen wurde zunehmend zum Problem; seit Septimius Severus wurde der Nachschub für die III Italica von Trient aus organisiert. Gegen Ende des 4. Jahrhunderts musste die Provinz größtenteils selbst diese Last tragen (annona/onera Raetia). Mehrfach wurde per Erlass verfügt, dass sich die Provinzialen nicht ihren Abgabenverpflichtungen entziehen dürfen (munera sordida), auch ein Indiz dafür, dass sich diese wohl nur schwer eintreiben ließen. Raetia I wurde über die Bündner Pässe versorgt, während die Raetia II über die alte Via Claudia Augusta und die neuere Via Raetia mit Italien verbunden war. Die letzten Meilensteine am Brennerpass stammen aus der Zeit Julian Apostatas.
Ab 369 wurde unter Valentinian I. an den Grenzen ein umfangreiches Festungsbauprogramm in Gang gesetzt, das für Rätien im Wesentlichen die Errichtung von zweistöckigen, rechteckigen Wachtürmen (burgus) (8 bis 12 Meter breit, 10 bis 12 Meter hoch) und Lagerhäusern (Horrea; in Rostrum Nemaviae beim heutigen Türkheim, Lorenzberg, Schaan, Eining, Bregenz) für die Grenztruppen der Raetia II vorsah, auch um den immer wieder auftretenden Ernteengpässen aufgrund brachliegender Felder (agri deserti) entgegenzutreten. Der Bau der großen Lagerhäuser in Innsbruck-Wilten/Veldidena und Pfaffenhofen/Pons Aeni fällt in das 2. Viertel des 4. Jahrhunderts. Die Notitia dignitatum nennt für Augsburg auch einen Vorsteher der kaiserlichen Magazine (Praepositus thesaurum). Schon länger bestehende Lager, wie zum Beispiel das in Wilten, wurden instand gesetzt bzw. neu befestigt. Die Burgi dienten vorwiegend zur Sicherung der Verkehrswege, hier vor allem der Grenzpassagen (aditus Raetici) und des staatlichen Postdienstes. 383 bis 384 erfolgte (angestiftet durch den britischen Usurpator Magnus Maximus) ein neuerlicher massiver Einfall der Juthungen, die wohl auch durch die ungewöhnlich reiche Ernte leicht dazu überredet werden konnten. Der überwiegende Teil der Provinzbevölkerung lebte nun in befestigten Höhensiedlungen oder in den größeren Städten.

### Alamannen, Franken, Ostgoten und Baiern:Raetiaund das Ende der Antike
Im frühen 5. Jahrhundert waren die Kastelle an Iller und oberer Donau größtenteils mit schon stark germanisierten Einheiten bemannt. Dies ist anhand von Grabfunden aus Bürgle, Burghöfe (Mertingen) und Finningen erwiesen. Im Jahr 401 führte Stilicho einen Feldzug gegen die in Rätien eingefallenen Alamannen und Vandalen, schlug sie unter Mitwirkung des dux Raetiae Jacobus wieder zurück und schloss mit ihnen einen Friedensvertrag. Anschließend bekämpfte er – offenbar unter Beteiligung rätischer Truppen – die Westgoten Alarichs in Italien, die den Kaiserhof in Mailand belagerten. Aufgrund des Versiegens von Fundmünzen wurde dies früher als komplette Räumung des Donaulimes durch die Römer gedeutet, doch findet man bei Claudian keinerlei Hinweise für so eine einschneidende Maßnahme. Es ist auch unklar, ob Stilicho tatsächlich ausnahmslos alle Einheiten nach Italien beordert hat. Vielmehr scheinen die abkommandierten Abteilungen nach Ende ihres Einsatzes in Oberitalien bald wieder an ihre alten Standorte zurückgekehrt sein. Für 430 sind wieder Kämpfe zwischen Juthungen und einer Armee unter Flavius Aëtius (magister equitum praesentalis) in der Raetia II überliefert, 431 ging er von dort auch gegen aufständische Noriker (Nori rebellantes) und Vindeliker vor. In diesem Zusammenhang nennt eine Inschrift aus Augsburg (Domplatz) auch die Einheiten der Pannoniciani, Angrivarii und Honoriani. Augsburg dürfte zu dieser Zeit eine der letzten Hochburgen der romanischen Provinzialen in dieser Region gewesen sein: Hier residierte mit dem Dux Raetiae primae et secundae ein Grenztruppenkommandeur, dem in der Raetia II ein eigener tribunus gentis per Raetias deputatae zugeordnet war. Im Verlauf des 5. Jahrhunderts überschritten germanische Gruppen fast ungehindert die nördlichen Grenzen des römischen Reichs; hiervon war nun auch der transalpine Teil der Raetia (Raetia secunda/Alpenvorland) betroffen. Zum Teil handelte es sich bei den Angreifern um plündernde Banden, die die zunehmende Vernachlässigung der römischen Grenzverteidigung ausnutzten. Zum anderen handelte es sich um Kriegerverbände, die von den Römern angeworben wurden, um als Foederaten gegen innere und äußere Feinde zu kämpfen; nach dem Zusammenbruch der weströmischen Zentralregierung gründeten sie eigene Reiche. Verschiedene Entwicklungen, zu denen die schriftlichen Quellen schweigen, können dabei mit Hilfe der Archäologie nachvollzogen werden.
Die römischen Grenzkastelle an der Donau wurden um die Mitte des 5. Jahrhunderts nach und nach aufgegeben, weniger aufgrund militärischer Schläge, eher weil etwa der Militärdienst mangels Versorgung zum Erliegen kam (vor allem wegen versiegender Soldzahlungen). Eine Biographie Severins von Noricum (um 410–482) aus dem frühen 6. Jahrhundert, die von Eugippius verfasste Vita Sancti Severini, beschreibt diese Zeitenwende. Ihr zufolge wurden zuletzt gegen 470 die noch römisch geprägten Militärlager Quintanis (Künzing) und Batavis (Castra Batava, Passau) der Raetia secunda geräumt, in der Tat unter dem Eindruck ständiger Überfälle durch plündernde Alamannen; archäologisch wird dies mit Abstrichen bestätigt.
In Günzburg und Kellmünz sind bei Grabfunden rollstempelverzierte Argonnensigillata aufgetaucht, die die Anwesenheit der Einheiten der milites Ursarienses und der cohors III Herculea Pannoniorum in diesen Stützpunkten über das Jahr 400 beweisen. Die Anwesenheit von Limitanei in Kastellen an der oberen Donau sowie zwischen Iller und Lech ist bis um 420 oder 430 belegt, möglicherweise waren sie hier sogar noch bis Mitte des 5. Jahrhunderts auf ihrem Posten. Über den Zeitpunkt der Aufgabe der valentinianischen Wachtürme im Westen Rätiens kann man hingegen nur spekulieren; ihn wirklich zweifelsfrei zu bestimmen ist nirgendwo möglich. Die Untersuchungen der Brandhorizonte in den Burgi an der mittleren Iller und zwischen Kempten und Bregenz lassen ihre Zerstörung für den Zeitraum zwischen dem späten 4. und dem frühen 5. Jahrhundert annehmen. Der Burgus Finningen scheint bis mindestens 408 von möglicherweise germanischen Söldnern besetzt gewesen zu sein. Dies könnten zwei Goldmünzen (Solidi) des Arcadius und des britischen Imperators Konstantin III. (407–411) belegen, die nahe der Befestigung gefunden wurden und vielleicht als Sold anzusehen sind. Konstantin III. scheint dieses Gebiet im Zuge seiner Grenzsicherungsmaßnahmen von Gallien aus unter seine Kontrolle gebracht zu haben. So wurde ein in Finningen gefundener Solidus 407/408 in Lugdunum, Lyon, geprägt.
Die Forschung legt heute das Ende des organisierten spätrömischen Limes in Bayern auf die Mitte des 5. Jahrhunderts. Offenbar brach das römische beziehungsweise romanisierte Leben in Rätien jedoch nicht schlagartig ab. Besonders an militärisch gesicherten Standorten, die über relativ starke Einheiten verfügten und bei denen es wohl einen engen Bezug zum zivilen örtlichen Leben gab, lassen sich noch über einen längeren Zeitraum deutliche Befunde feststellen. Andere Garnisonen wurden dagegen vollständig geräumt oder gewaltsam zerstört, wie beispielsweise Kastell Eining am Donau-Iller-Rhein-Limes. Die Entwicklung verlief in den verschiedenen Regionen der Provinz wohl sehr unterschiedlich. Zeugnisse für ein römisches Weiterleben lassen sich beispielsweise in Chur finden, das mit seinem Umland gut geschützt hinter den Bündner Pässen lag und ab 451 Bischofssitz wurde. Auch in der spätantiken Garnisonsstadt Augsburg konnte sich die Stadtbevölkerung aufgrund des Schutzes ihrer Stadtmauer und der Stationierung einer berittenen Gardeeinheit, der Equites stablesiani seniores, sowie kleinerer Kontingente der Limitanei und der Comitatenses noch eines bescheidenen Wohlstands und relativer Sicherheit erfreuen. Für die spätantike Festungsstadt Castra Regina (Regensburg) lässt sich eine bruchlose Kontinuität des Standortes archäologisch nachweisen. So bildet der mutmaßliche Platz der dortigen Restgarnison den Standort der späteren agilofingischen Herzogspfalz. Das endgültige Erlöschen römischer Verwaltung und Grenzverteidigung scheint spätestens 476 im Zuge der Absetzung des letzten weströmischen Kaisers Romulus Augustulus gekommen zu sein. Die genannte Vita Sancti Severini, ein in vielen Details aussagekräftiges Dokument über den Zerfall der römischen Macht an der oberen Donau, gibt wichtige Einblicke in die damaligen Ereignisse. Gelegentlich gab es danach zwar noch reguläre Soldaten, die auf ihren Posten blieben, diese sollen aber meist schon seit Jahren keinen Sold mehr erhalten und den Mut zur Eigeninitiative längst verloren haben. Die Lebensbeschreibung gibt auch Auskunft darüber, dass in der spätantiken Festungsstadt Batavis (Passau) noch eine reguläre Einheit stationiert war, der Numerus Batavinus. Möglicherweise lag dieser Numerus in einem Binnen- oder Restkastell innerhalb der Mauern von Batavis, da das spätantike Kastell Boiotro auf der anderen Innseite im fortgeschrittenen 5. Jahrhundert nach Deutung der Befunde wohl nicht mehr besetzt gewesen ist. Eugippius fasst den Zusammenbruch der Grenzverteidigung mit folgenden Worten zusammen:

„Zur Zeit, als das römische Reich noch bestand, wurden die Soldaten vieler Städte für die Bewachung des Limes aus öffentlichen Mitteln besoldet (publicis stipendiis alebantur). Als diese Regelung aufhörte, zerfielen sogleich mit dem Limes auch die militärischen Einheiten.“

Aus Sicht der zurückgebliebenen Provinzialen war der Abzug des Militärs in zweierlei Hinsicht eine Katastrophe. Sie waren nun vollkommen auf sich alleine gestellt und der ohnehin schon niedrige Lebensstandard sank noch weiter, da die Soldaten auch als Handelspartner ausfielen. Auch die Bevölkerungszahl nahm ab, da viele wohl auch – wie in Ufernorikum – laut Eugippius in den sichereren Süden abwanderten.

„Denselben Weg gingen mit uns auch alle Provinzbewohner, die ihre Städte […] verließen und in verschiedenen Gebieten Italiens Wohnsitze in der Fremde zugeteilt bekamen.“

Aber auch nach Abzug und Auflösung der römischen Grenzarmee blieben etliche gut ausgebaute Kastellplätze Mittelpunkte für eine romanisch-germanische Mischbevölkerung. Teilweise siedelten sich auch neuankommende Germanen an bereits verlassenen und zerstörten Truppenstandorten an. So gründeten im 6. oder 7. Jahrhundert Bajuwaren nördlich der römischen Ruinenstätte von Eining den Ort Oweninga und bauten dort den einstigen Wachposten auf dem Weinsberg zu einer christlichen Kultstätte um.
Mit den jenseits des Bodensees siedelnden Alamannenstämmen bestanden ein reger kultureller Austausch und Handelsbeziehungen. Andere Kastelle dürften allerdings aufgegeben worden sein. In der Vita Sancti Severini heißt es hierzu:

„…da sie wie die übrigen Kastelle […] öde und von ihren Bewohnern verlassen daliegen wird.“

(Die folgenden Angaben werden im Artikel Bajuwaren: Ethnogenese vertieft, vgl. auch Raetia secunda.)
Pro forma beanspruchte noch der germanische Heerführer Odoaker, der den letzten römischen Kaiser abgesetzt hatte, Rätien für sein Königreich Italien. Ab etwa 500 setzte eine verstärkte Besiedlung durch Alamannen ein, wobei aber zumindest Teile der romanisierten keltischen Zivilbevölkerung im Land geblieben sein werden,

da sich eine größere Zahl entsprechender Orts- und Flussnamen erhalten hat. Die Alamannen der nördlichen Gaue, die 496 durch die Franken unter Chlodwig I. besiegt wurden, stellten sich Chlodwig erneut im Jahre 506 entgegen, wo sie in der Schlacht bei Straßburg eine endgültige Niederlage erlitten. Ihre Gaue fielen nun unwiederbringlich an die Franken, was eine Flucht der dort ansässigen Alamannen mit sich brachte. Diese flohen nun nach Rätien, das zu jener Zeit dem Kriegerverband der Ostgoten unterstand; deren rex Theoderich nahm sie einer Notiz des Magnus Felix Ennodius zufolge im Jahr 506 n. Chr. in sein Reich auf, weil er sich von ihnen eine bessere Grenzsicherung gegen die vorrückenden Franken erhoffte. Theoderich wandte sich an seinen Schwager Chlodwig I. und legte für die Alamannen Fürsprache ein, erkannte jedoch den Zorn Chlodwigs für berechtigt an. Er bat darum lediglich die Schuldigen zu bestrafen und empfahl Mäßigung bei den Strafen. Theoderich versprach dafür, dass er dafür sorgen werde, dass sich die Alamannen, die sich im römischen Gebiet in Rätien befanden, ihrerseits ebenfalls ruhig verhielten. Zwischen den Zeilen machte Theoderich damit klar, dass er damit auf das strittige Gebiet Rätiens Anspruch erhob und die Alamannen als Druckmittel gegen Chlodwig einsetzen werde, falls dieser seine Vorherrschaft dort nicht anerkannte.
Das Siedlungsgebiet der Alamannen dehnte sich spätestens jetzt von der Iller bis über den Lech aus. Östlich des Lechs, davon gehen heute die meisten Historiker und Archäologen aus, entstand aus den verbliebenen keltischen Vindelikern, der römischen Zivilbevölkerung, den eingewanderten Alamannen sowie weiteren Gruppen (elb-)germanischer Stämme wie zum Beispiel der Markomannen ein neuer germanischer Großverband, die Bajuwaren oder Baiern (siehe Ethnogenese). Im Gegensatz zu älteren Meinungen gibt es dabei offenbar keine Anzeichen für eine Einwanderung eines schon vorher existierenden einheitlichen bajuwarischen Stammes aus dem heutigen Böhmen, da eine weitgehende Kontinuität der Bevölkerung im Alpenvorland auch nach dem Zusammenbruch des Römischen Reiches gegeben ist. Diese Entwicklung betraf jedoch über den Inn hinweg auch die (frühere) römische Provinz Noricum.
Ausgrabungen belegen, dass die zur Raetia I gehörenden Gebiete auch weiterhin enge Verbindungen mit dem italischen Mutterland unterhielten, sicher auch deswegen, da sie zwischen 493 und 536 zum Ostgotenreich gehörten. Trotz aller Ungewissheiten über die Übergangszeit von der Spätantike ins Frühmittelalter waren einige Kastelle, wie zum Beispiel Arbon, Bregenz und Konstanz, Keimzellen für die Entwicklung zu prosperierenden mittelalterlichen Städten. Die Verbindungen der transalpinen Raetia nach Süden waren aber von nun an, spätestens seit der Zerschlagung des Ostgotenreiches durch den oströmischen Kaiser Justinian um 540, nicht mehr politisch bestimmend, und so verlor die römische Kultur und lateinische Sprache nach und nach ihren Einfluss. Jedoch überlebten keltische und römische Begriffe und Ortsnamen im Wortschatz der verbliebenen Mischbevölkerung. Rund um den Bodensee fanden irische Mönche um Pirminius im 6. Jahrhundert stark verwilderte christliche Gemeinden. Es folgten die Neugründungen von Kirchen und Klöstern auf der Reichenau.
Im südlichen, alpinen Bereich der früheren Raetia (insbesondere der Raetia prima) blieb die politische bzw. vor allem kulturelle Verbindung zu Italien noch längere Zeit bestehen, und die lateinische bzw. romanische Sprache und der christliche Glaube überdauerten die Völkerwanderungszeit. Die Bezeichnung Raetia wurde später nur noch für Gebiete in der Raetia prima verwendet. Daneben erscheint auch die deutsche Bezeichnung Churrätien.

## Weitere Zerteilung im Mittelalter

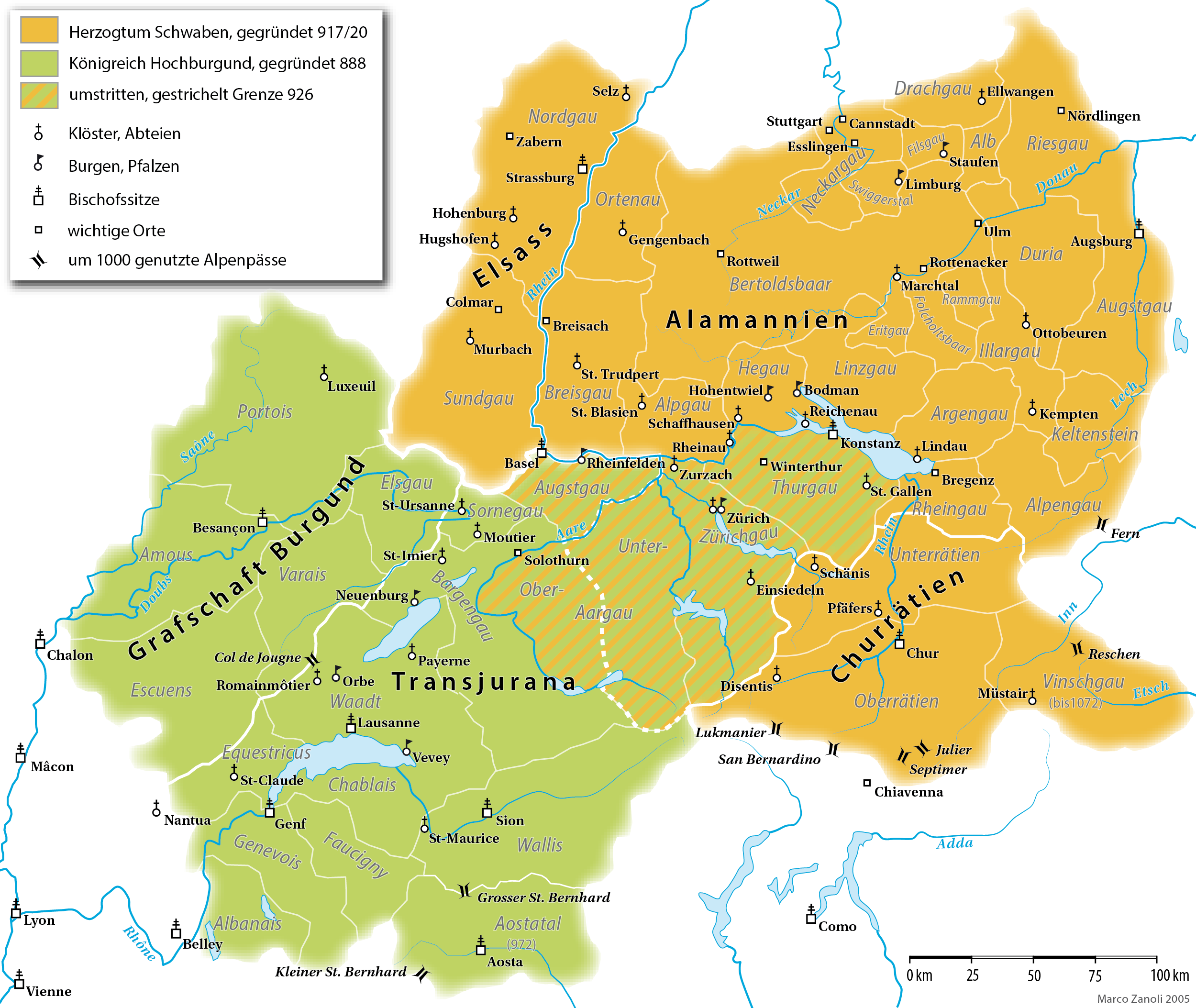
Das Herzogtum Schwaben (rechts oben) und Hochburgund im 10. und 11. Jahrhundert. Rechts unten Churrätien als Teilgebiet.

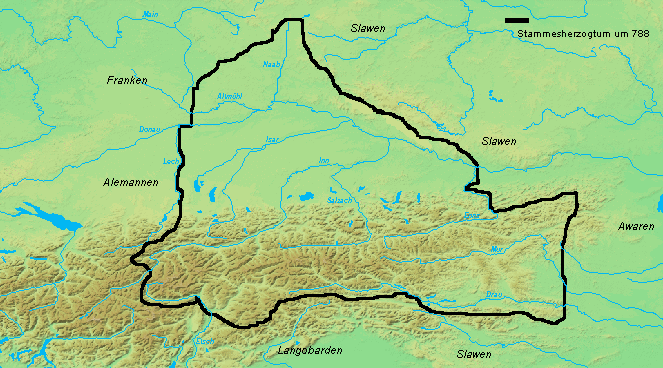
Das bayerische Stammesherzogtum um 788. Im Westen grenzt es an den Lech. Südwestlich umfasst es einen Teil der früheren Raetia. Östlich des Inn entspricht es fast dem früheren Noricum. Nördlich überragt es die frühere Raetia entlang der Naab.

Neben einer nord-südlichen Auseinanderentwicklung aufgrund des Schwindens der römischen Kontrolle über das Alpenvorland bildete bzw. verfestigte sich in der Folge eine ost-westliche Teilung der früheren Raetia:
- Die Alamannen besiedelten nicht nur das Alpenvorland der Raetia secunda bis über den Lech, sondern auch Gebiete um den Bodensee im Bereich der Raetia prima. Im 10. Jahrhundert schloss sich das graubündische Churrätien mit diesen und den in der früheren Raetia secunda und weiter nordwestlich siedelnden Alamannen zum Herzogtum Schwaben zusammen.
- Die Bajuwaren prägten nicht nur östlich des Lech die Kultur der Raetia secunda, sondern ergriffen auch nach und nach von der gesamten früheren Raetia südlich dieses Gebiets Besitz (im Sinne des Herzogtums Bayern).

Das Romanische – seine im Bereich der Raetia gebildeten, eigenständigen Formen werden als Rätoromanische Sprachen zusammengefasst – konnte sich nur im Süden der früheren Raetia (Raetia prima) halten. (Rätoromanisch im engeren Sinne ist das Romanische Churrätiens/Graubündens, das Bündnerromanische.) Der christliche Glaube (und die lateinische Sprache) wurde von den Bischöfen in Chur und Säben (?) bzw. Brixen gepflegt. Die Raetia secunda zerfiel kulturell-politisch entlang des Lech (Lechrain), aus der Raetia prima bildete sich Churrätien, zunächst vertreten durch das Bistum Chur, welches das Inntal nur bis Finstermünz regierte. Von dort ab gehörte die frühere Raetia zum Bistum Säben-Brixen. Um 550 steht die westliche frühere Raetia bis zum Lech und im Süden einschließlich Churrätiens unter fränkischer Hoheit. Die Franken ließen aber das Religionswesen und damit auch Sprache und Kultur Churrätiens bestehen. Östlich des Lech wird das bairische Herzogtum erstmals 555 bezeugt. Erst unter Karl dem Großen gerät auch dieses und damit der ganze Ostteil der früheren Raetia – nach dem Ende der Agilolfinger – ebenfalls unter fränkische Hoheit (788). Im 9. und frühen 10. Jahrhundert waren als Grafen bzw. Markgrafen von Rätien u. a. die Hunfridinger eingesetzt, die ab 909 auch Herzöge von Schwaben wurden. Zeitweise übten das Grafenamt auch die schwäbischen Welfen aus, die dadurch neben dem Bischof von Chur die größten Grundbesitzer im Vinschgau wurden; der Besitz kam später teilweise an ihre Nachfahrenlinie, die Grafen von Eppan.
Die bis heute bestehende Grenzziehung bei Finstermünz durchs Inntal verfestigt sich mit dem Aufstieg der Grafschaft Tirol seit dem 12. Jahrhundert im Osten und mit dem Bündnis der Bevölkerung des Bistums Chur im Westen gegen das Bestreben des Bischofs Peter von Kaunitz aus Böhmen, sein Gebiet seinen Freunden den Habsburgern zu übereignen (Gotteshausbund 1367). Dieses Bündnis folgte dem Vorbild der Eidgenossenschaften der westlichen Nachbarschaft und führte letztlich (nicht vor dem Jahr 1814) zur Eingliederung der Landschaft in die heutige Schweiz. Die Grafschaft Tirol hingegen fiel im 14. Jahrhundert dauerhaft an die Habsburger; hierauf beruht es, dass sich der östliche Teil der alpinen Raetia heute auf Österreich und Italien verteilt.

## Rätien vom 18. Jahrhundert bis heute
Der geographische Begriff „Rätien“ wurde im ganzen Mittelalter und vermehrt wieder im 18. und 19. Jahrhundert für den Freistaat der drei Bünde verwendet. Als am 21. April 1799 der Freistaat der drei Bünde als neuer Kanton in die Helvetische Republik aufgenommen wurde, erhielt dieser vorerst die Bezeichnung Rätien, später Graubünden. Bis heute wird das Adjektiv „rhätisch“ bzw. „rätisch“ alternativ für „graubündnerisch“ bzw. „-bündner“ verwendet – etwa für die Rhätische Bahn oder die Rätoromanen.

## Siedlungen, Städte, Orte und Gewässer

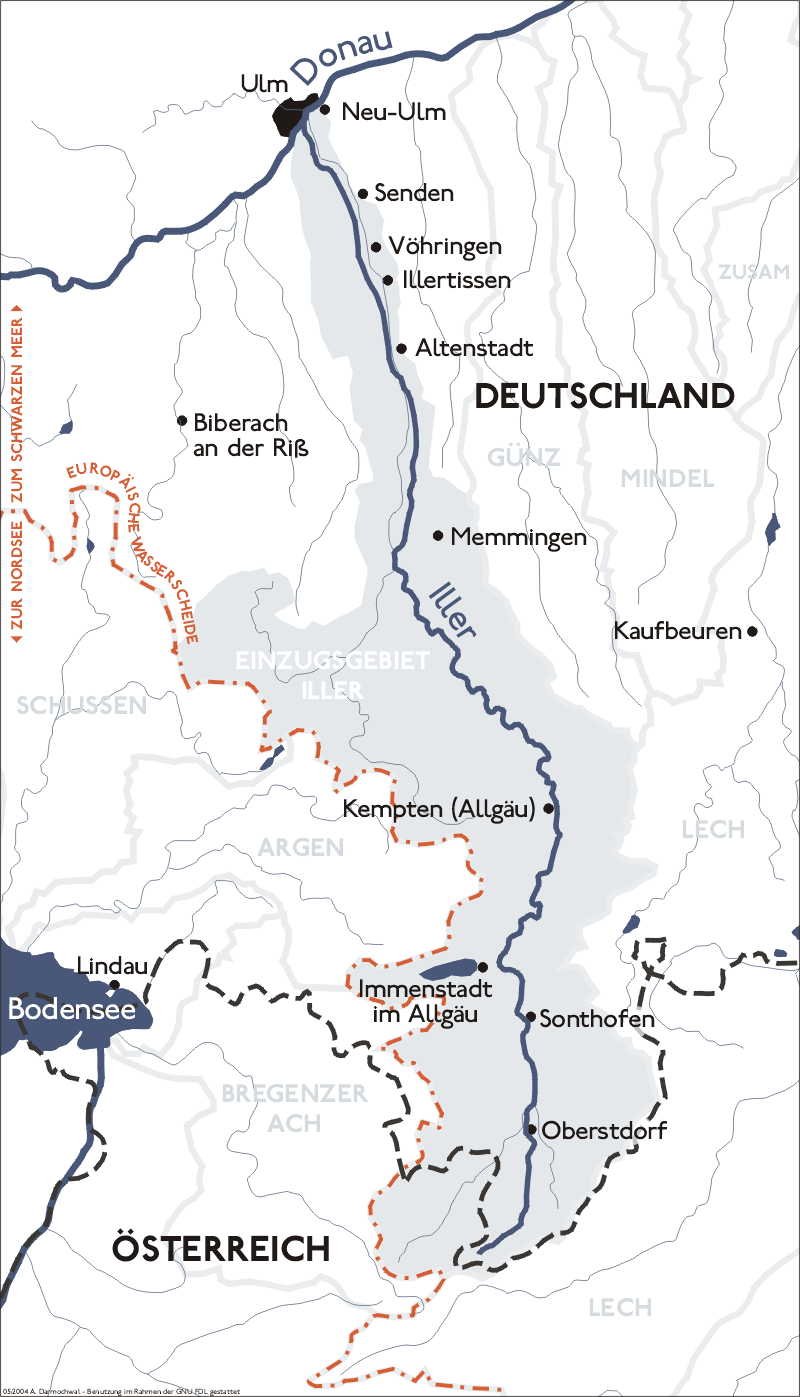
Die Iller, ein Fluss der rätischen Provinz

| Städte / Siedlungen / Orte in Rätien       | Heutiger Name                                     | Gewässer in Rätien | Heutiger Name |
| ------------------------------------------ | ------------------------------------------------- | ------------------ | ------------- |
| Abodiacum, Abudiacum, Abuzacum             | Epfach                                            |                    |               |
| Abusina                                    | Eining, Stadtteil von Neustadt an der Donau       |                    |               |
| Ad Ambrae                                  | Schöngeising ?                                    | Amber, Ambra       | Ammer, Amper  |
| Ad Fines                                   | Pfyn (Grenze zu Germania superior)                |                    |               |
| Ad Lunam                                   | Kastell Urspring                                  |                    |               |
| Ad Novas                                   | Igling                                            |                    |               |
| Ad Rhenum                                  | St. Margrethen                                    |                    |               |
| Aeni Pons, Aenipontum                      | Innsbruck                                         | Aenus, Oenus       | Inn           |
| Alae                                       | Aalen                                             |                    |               |
| Alcimoennis                                | bei Kelheim                                       |                    |               |
| Aquilea, Aquileia, Aquileja                | Heidenheim an der Brenz                           |                    |               |
| Arbor Felix                                | Arbon                                             |                    |               |
| Artobriga                                  | ??                                                | Athesis            | Etsch         |
| Augusta(e)                                 | Nähe Straubing                                    |                    |               |
| Augusta Vindelicum                         | Augsburg                                          | Licca, Licus       | Lech          |
| Batava, Batavis, Boiodurum                 | Passau                                            |                    |               |
| Bilitio                                    | Bellinzona                                        |                    |               |
| Biriciana                                  | Weißenburg in Bayern                              |                    |               |
| Bragodunum (-urum)                         | ??                                                |                    |               |
| Bratananium                                | Gauting                                           |                    |               |
| Brigantia, Brigantium, Brecantia           | Bregenz                                           | Brigantinus lacus  | Bodensee      |
| Burgus Centenarium                         | Burgsalach                                        |                    |               |
| Caelius Mons, Mons Caelius                 | Kellmünz an der Iller                             |                    |               |
| Cambodunum, Cambidunum                     | Kempten (Allgäu)                                  | Ilaraus, Hilara    | Iller         |
| Casillacum, Cassiliacum                    | evtl. Memmingen, Ferthofen oder Lachen (Schwaben) |                    |               |
| Castra Augusta                             | Geiselhöring                                      |                    |               |
| Castra Regina, Reginum                     | Regensburg                                        | Danuvius           | Donau         |
| Celeusum                                   | Markt Pförring                                    |                    |               |
| Clunia                                     | Feldkirch                                         |                    |               |
| Constantia                                 | Konstanz                                          |                    |               |
| Cunus Aureus                               | Splügenpass                                       |                    |               |
| Curia                                      | Chur                                              |                    |               |
| Dormitium                                  | Dormitz (Ortsteil von Nassereith/Tirol)           |                    |               |
| Esco                                       | (am Wertach-Übergang)                             |                    |               |
| Foetes                                     | Pfatten bei Branzoll                              |                    |               |
| Foetus, Fauces                             | Füssen                                            |                    |               |
| Forum Tiberii                              | ??                                                |                    |               |
| Germanicum                                 | Kösching                                          |                    |               |
| Guntia, Gontia(e), Contia                  | Günzburg                                          | Guntia             | Günz          |
| Iciniacum                                  | Theilenhofen                                      |                    |               |
| Inutrum                                    | Nauders am Reschenpass                            |                    |               |
| Iovisara                                   | ??                                                | Isarus, Isara      | Isar          |
| Isinisca, Isunisca                         | ??                                                |                    |               |
| Lapidaria                                  | Andeer                                            |                    |               |
| Magia                                      | Maienfeld(?), Balzers(?)                          |                    |               |
| Matreium                                   | Matrei am Brenner                                 |                    |               |
| Navoae                                     | Eggenthal im Allgäu                               |                    |               |
| Parrodunum                                 | Burgheim                                          |                    |               |
| Parthanum, Partanum                        | Garmisch-Partenkirchen                            |                    |               |
| Petrenses                                  | Vilshofen an der Donau                            |                    |               |
| Phoebiana                                  | Faimingen (nach Meinung Robert Knorrs: Finningen) |                    |               |
| Pinianis                                   | Bürgle (Gundremmingen)                            |                    |               |
| Pons Aeni, Ad Aenum                        | Pfaffenhofen am Inn                               |                    |               |
| Pons Drusi                                 | Straßenstation bei Bozen                          |                    |               |
| Pontes Tesseni                             | ??                                                |                    |               |
| Quintanis                                  | Künzing                                           |                    |               |
| Rapae                                      | Schwabmünchen                                     | Rhenus             | Rhein         |
| Rostrum Nemaviae                           | Türkheim                                          |                    |               |
| Sablonetum                                 | Ellingen                                          |                    |               |
| Scarbia                                    | Scharnitz bei Mittenwald                          |                    |               |
| vicus Scuttarensis                         | Nassenfels                                        |                    |               |
| Sorviodorum                                | Straubing                                         |                    |               |
| Sublavio                                   | Waidbruck/Kollmann                                |                    |               |
| Submuntorium, Submontorium, Sum(m)untorium | Burghöfe (Mertingen)                              |                    |               |
| Tasgetium                                  | Eschenz                                           |                    |               |
| Teriolae, Teriolis                         | Zirl                                              | Ticinus            | Tessin        |
| Umiste                                     | Imst                                              |                    |               |
| Urusa                                      | Raisting                                          |                    |               |
| Vallatum                                   | Manching                                          |                    |               |
| Veldidena, Vetonina                        | Wilten-Innsbruck                                  |                    |               |
| Vemania                                    | Großholzleute (Landkreis Wangen)                  |                    |               |
| Venaxamodurum                              | Neuburg an der Donau                              |                    |               |
| Viana                                      | evtl. Memmingen oder Ferthofen                    |                    |               |
| Vepitenum                                  | Sterzing                                          |                    |               |
| Vimana                                     | Isny im Allgäu                                    | Virda, Virdo       | Wertach       |

Viele Flussnamen wurden aus dem Keltischen entlehnt. Der Name Ries für die Landschaft um Nördlingen rührt von Raetia her.
In den Quellen (literarische Texte, Tabula Peutingeriana, Itinerarium Antonini, Notitia dignitatum, Meilensteine) sind die Namen der Siedlungen nur in den seltensten Fällen im Nominativ angegeben, vielmehr, der Natur der Sache nach im Lokativ („Wo?“), Akkusativ („Wohin?“) oder Ablativ („Woher?“). Die Umsetzung aus dem jeweiligen Kasus ist oft nicht leicht, manchmal unmöglich, wenn auch die Etymologie versagt.